# جون بيير فرنان
جون بيير فرنان (بالفرنسية: Jean-Pierre Vernant)‏‏ (4 يناير 1914 - 9 يناير 2007) هو فيلسوف وأحد المقاومين اليساريين المتميزين ضد النازية، يعود له الفضل في تجديد الدراسة حول اليونان القديمة، بفضل المنهج المقارن والأنتروبولوجيا التاريخية. وهو مفكر فرنسي معاصر إهتم باصوله ومن أهم مؤلفاته الكون والالهة والناس.